# 닛타 요시사다
닛타 요시사다(일본어: 新田義貞 1301년 ~ 1338년 8월 17일)는 가마쿠라 시대 말기의 고케닌이며 난보쿠초 시대의 무장이다. 미나모토노 요시사다(源義貞)로 불리었다. 본성은 겐지이다.
고즈케에 자리잡은 가와치 겐지 요시쿠니 파 닛타 씨 종가 8대 당주이다. 아버지는 닛타 도모우지이다. 메이지 유신 후인 1882년 8월 7일 정일위(正一位)로 추증되었다.

## 생애

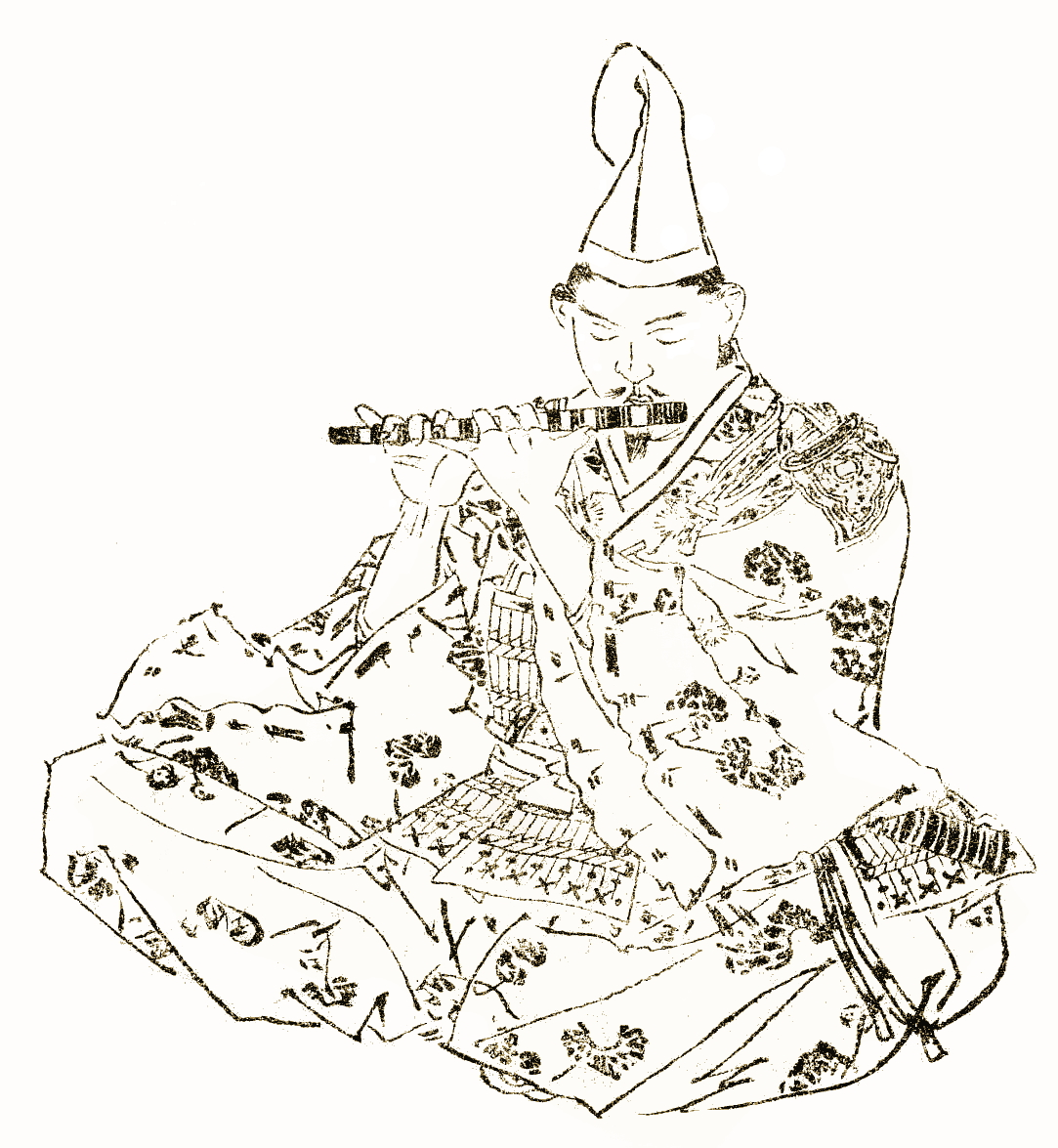
닛타 요시사다

닛타 가문은 가와치 겐지의 3대째 당주인 미나모토노 요시이에의 4남 미나모토노 요시쿠니의 서장자 닛타 요시시게를 그 시조로 해 닛타 장원(현 군마현 오타시 부근)에 터를 잡고 살았지만, 닛타 요시사다 때에는 닛타 가문의 본가 영지는 닛타 장원 60 마을안 겨우 10여 마을 이내에 지나지 않았고, 요시사다 자신도 무위무관(無位無官)으로 눈길 한번 받지 못하는 존재였다. 분포 2년 (1318년) 음력 10월 요시사다의 토지권한을 나타내는 매주(買主)의 이름이 사다요시(貞義)로 잘못 표기되었고, 이는 막부에서의 닛타 본가의 지위가 낮았음을 알려준다.
또, 요시사다의 장자 닛타 요시아키의 생모의 출자가 안도 가문으로 적은 사료가 있어 싯켄 호조 가문의 유력가신 안도 세이슈의 딸이라는 설이 있다. 이것이 사실이라면 몰락한 무사 가문인 닛타 본가가 싯켄 호조 가문의 가신 안도 가문의 딸을 맞이한 것이 된다. 이는 시모쓰키 소동으로 고즈케 국의 슈고가 아다치 가문에서 싯켄 호조 도쿠소케 출신자로 바뀌었고, 고즈케도 호조 가문의 영향이 강화되어 갔다. 이로 볼 때 아내를 유력 가신의 딸로 맞이한 것은 권력밖으로 밀려 쇠퇴해가는 닛타 본가를 다시 세우려는 아버지 닛타 도모우지와 함께 요시사다의 눈물겨운 노력임을 알 수 있다. 또, 이 같은 가문의 쇠퇴에 따라 겐코 2년(1322년) 닛타 일가의 이와마쓰 마사쓰네와 오다테 무네우지가 용수로 다툼이 일어났을 때, 막부에 판정을 요구하였다. 필시 요시사다의 판정은 받아들여지지 않은 것 같다.

### 거병
겐코 원년(1331년)부터 시작된 겐코의 변에서 닛타 요시사다는 가마쿠라 막부군에 속해 가와치국에서 거병한 구스노키 마사시게의 지하야성 전투에 참가하였지만, 곧 병을 이유로 무단으로 닛타 장원으로 돌아갔다. 이 이유 중 하나는 막부의 닛타 장원에 대한 과도한 군비 요구와 강압적 집행이었고, 닛타 요시사다가 거병한 직접적 계기가 되었다고 사료된다. 《태평기》와 《매송론》에서는 병을 핑계로 닛타 장원에 숨어 있던 요시사다가 닛타 장원에 조사하러 온 막부의 징세사 · 가네자와 이즈모노스케와 구로자와 히코시로를 포박해 가네자와 이즈모노스케를 유폐시키고, 구로자와 히코시로는 살해한 후, 거병을 결의했다고 기록하고 있다. 또, 겐코의 변에서 막부군에 속해 출병하던 중, 은밀히 모리요시 친왕으로부터 호조 가문 타도의 지령을 받았다는 설도 있다.
겐코 3년/쇼코 2년(1333년) 음력 5월 8일 고다이고 천황의 부름에 응해 이쿠시나 신사에서 일가 친지를 모아 가마쿠라 막부 토벌을 기치로 거병하였다. 처음 모은 군은 겨우 150기에 불과했다고 한다. 당초에는 도네강을 건너 일가 친지가 있는 에치고 방면으로 진군할 예정이었지만, 동생 와키야 요시스케의 의견을 받아들여 가마쿠라로의 진격을 결의했다고 한다. 에치고의 일가 친지도 가세하여 닛타 군은 도산도 서쪽으로 진격해 고즈케 슈고의 관아를 장악하고, 도네강을 건널 무렵 아시카가 다카우지의 적장자 아시카가 센주오(훗날의 아시카가 요시아키라) 군과 합류하였다. 호조 가문과의 먼 친척관계인 유력 고케닌 아시카가 다카우지의 적장자가 가세함으로써 주변 고케닌도 힘을 모아 닛타 군의 규모는 수 만을 헤아를 정도의 대군으로 변모했다.
더욱이 닛타 군은 가마쿠라 가도를 따라 이루마 강을 건너 고테사시하라(현 도코로자와시)에 도달하였고, 이 곳에서 사쿠라다 사다쿠니, 가네자와 사다마사가 이끄는 막부군과 격돌한다. 이 고테사시하라 전투에서 막부군이 승리하지만, 막부측에 불만을 품은 가와고에 가문(河越氏) 등 무사시국의 고케닌들이 닛타 군을 지지하였고, 이로 인해 막부군은 열세에 놓여 부바이가와라(현 후추시)까지 퇴각하였다. 막부군은 다시금 부바이가와라에 진을 치고 포진해 닛타 군과의 결전에 돌입했다. 이 부바이가와라 전투에서 닛타 군은 대패하였지만, 다음 날 원군으로 가세한 오타와 요시카쓰 군과 함께 막부군을 격파하였다. 이는 아마도 아시카가 다카우지의 로쿠하라 단다이 제압 소식을 들은 막부군의 증원대가 배신과 내부 분열 등이 있었던 것으로 보인다. 다음날 세키토(현 다마시)에서 닛타 군은 막부군을 완전히 몰아내 승리하였다.
후지자와(현 후지자와 시)까지 진출한 닛타 요시사다는 군을 3방면으로 나누어 가마쿠라로의 총공격을 감행한다. 고쿠라쿠지(極樂寺) 방면 군이 주춤하자 요시사다는 간조를 이용해 이나무라가사키로 상륙, 막부군의 배후를 파고 들어 가마쿠라로 난입하였고, 이 도쇼지 전투에서 승리하였다. 이 전투 중 호조 다카토키 일가는 도쇼지에서 자결한다. 거병한 지 겨우 보름 만에 가마쿠라 막부를 멸하였으나, 가마쿠라 함락후, 아시카가 다카우지의 적장자 아시카가 센주오 보좌를 위해 파견된 호소카와 가즈우지, 호소카와 아키우지와 마찰을 빚어 갈 곳을 잃은 요시사다는 교토로 상경하였다.

### 겐무 신정
겐무 신정에서 닛타 요시사다는 가마쿠라 공격의 공을 인정받아 좌병위독에 임명되어, 교토 경비관아의 수장이 되었다.
겐무 2년(1335년) 시나노 국에서 호조 가문 세력이 호조 다카토키의 아들 호조 도키유키를 옹립해 가마쿠라를 점거하는 나카센다이의 난을 일으키자, 아시카가 다카우지는 고다이고 천황의 칙서를 구하지 못한 채 난을 진압하러 떠나 가마쿠라에 본거를 둔 무가정권의 태동을 알린다. 다카우지는 닛타 요시사다가 간신이라며 그의 토벌을 고다이고 천황에 주청하지만, 오히려 고다이고 천황은 닛타 요시사다에 아시카가 다카우지의 토벌령을 내렸다. 요시사다는 다카요시 친왕을 내세워 도카이도를 통해 가마쿠라로 향했고, 동생 와키야 요시스케와 함께 야하기 강 전투(현 오카자키시), 데고시가와라 전투(현 시즈오카시 스루가구)에서 아시카가 다다요시(足利直義), 고 모로야스 군을 격파했다. 하지만, 가마쿠라에서 군을 이끌고 온 아시카가 다카우지와의 결전에서 패해 교토로 도주했다(하코네·다케노시타 전투).
겐무 3년(1336년) 음력 1월 오슈에서 온 기타바타케 아키이에(北畠顕家)와 교토의 구스노키 마사시게와 연합하여 상경하는 아시카가 다카우지 군을 교토에서 축출하였고, 또 다시 상경하려는 아시카가 군을 셋쓰 국 도요시마가와라(현 이케다시)에서 격파하였다. 이 공으로 닛타 요시사다는 정4위하 좌근위중장에 위계되었다. 계속해서 규슈로 도주한 아시카가 다카우지를 추격하지만, 하리마 국의 시로하타 성에서 아카마쓰 노리무라에 의해 저지되었다. 아시카가 다카우지가 규슈를 평정한 후, 해로를 통해 교토로 진격하였고, 그동안 닛타 요시사다는 시로하타 성 공격에 시간을 허비하였다. 구스노키 마사시게와 함께 싸운 미나토가와 전투에 있어서 닛타 요시사다는 와다 곶에 진을 치고 맞서보지만, 아시카가 수군의 상륙을 막지 못했고, 니시노미야에서 교토로 도주했다.

### 호쿠리쿠에서의 말년

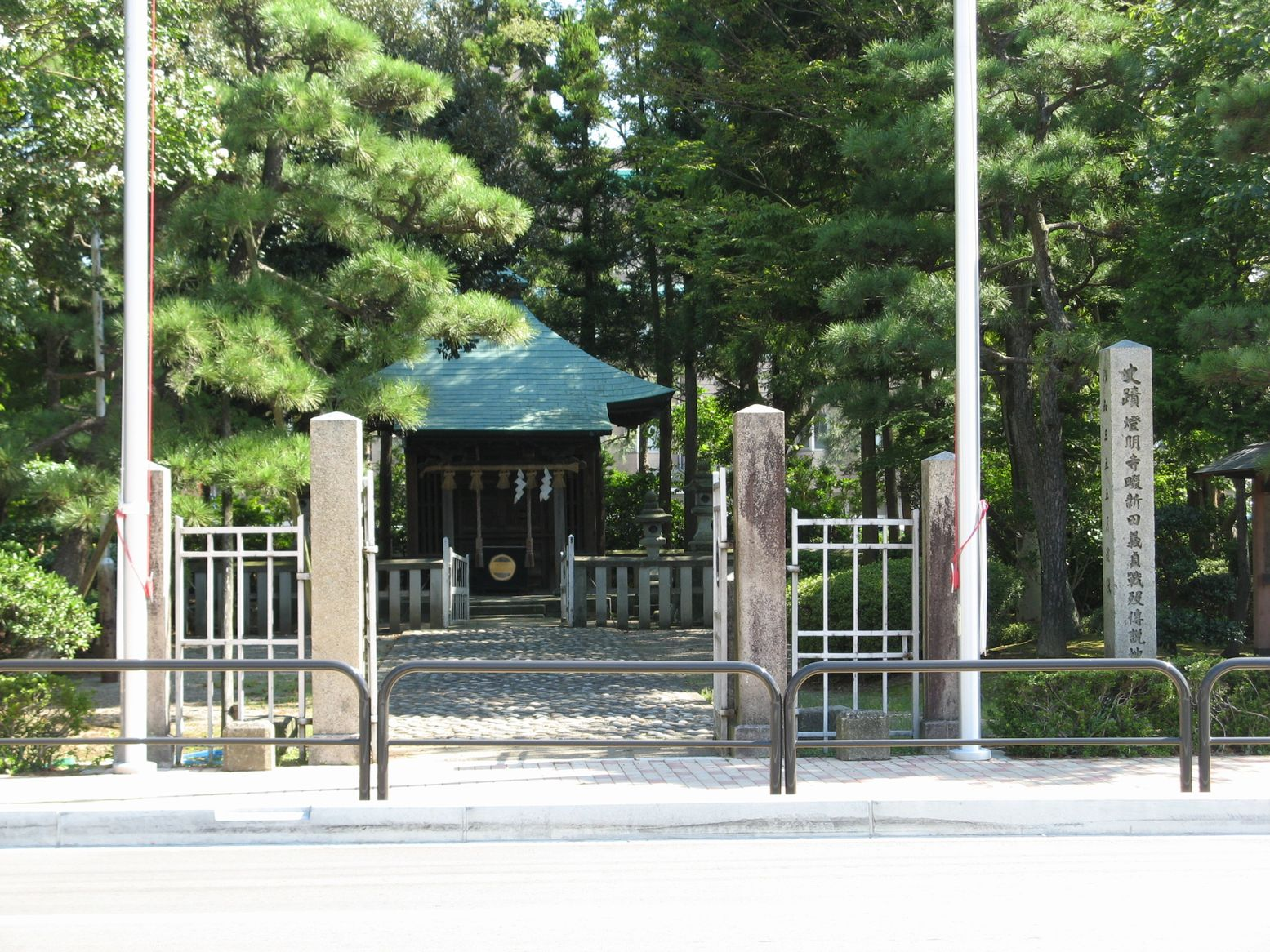
닛타 요시사다 전몰 전설지

미나토가와 전투 후, 히에이 산으로 도망친 관군은 아시카가 군에 탈환된 교토를 되찾기 위해 산발적인 전투를 벌이지만, 이마저도 저지된다. 고다이고 천황은 아시카가 다카우지와 화의를 맺고, 닛타 요시사다를 내쳐 히에이 산에서 하산하려하지만, 닛타 요시사다의 일가 가신 호리구치 사다미쓰가 고다이고 천황에게 “저희 가문의 충의를 저버리고 아시카가에게 항복하시겠다면 요시사다 이하 일족 전원의 목을 치고 나가시옵소서.”라며 이를 저지했다. 이에 고다이고 천황은 황위를 쓰네요시 친왕에 양도하고 관군에 대한 권한은 쓰네요시 친왕과 다카요시 친왕에 지휘권을 위임한 후 하산했다. 닛타 요시사다는 두 친왕과 아들 닛타 요시아키, 동생 와키야 요시스케와 함께 호쿠리쿠로 향해 나갔고, 에치젠 국 가나가사키 성에 입성하였다. 하지만, 곧 고 모로야스, 시바 다카쓰네가 이끄는 아시카가 군에 포위되었다. 닛타 요시사다, 요시스케는 소마야마 산성을 탈출해, 소마야마 산성 성주 우리우 다모쓰와 함께 가나가사키 성의 포위진을 붕괴시키려 하지만, 실패한다. 엔겐 2년/겐무 4년(1337년) 음력 3월 6일 가나가사키 성은 함락되었고, 다카요시 친왕과 아들 요시아키는 자결, 쓰네요시 친왕은 추포되어 교토로 호송되었다.
동년 여름이 되자, 닛타 요시사다는 세를 회복한 후, 시바 다카쓰네와의 사바에 전투에 승리해 에치젠 후추와 가나가사키 성을 탈환했다. 엔겐 3년/겐무 5년(1338년) 윤 7월 아시카가 측으로 이반한 헤이센지 승려가 농성하는 후지시마 성을 우군으로 공격하게 하고, 구로마루 성에서 원군으로 가세하기 위해 후지시마 성으로 향하던 중 우연히 적군과 만나 전투를 벌였다. 불행히도 닛타 요시사다는 이 전투에서 전사하였다. 《태평기》에서는 닛타 요시사다가 탄 말이 활에 맞아 고꾸라졌고, 왼발을 안장에서 빼려는 찰나 미간에 활을 맞아 요시사다 스스로 자신의 목을 베었다고 적고 있다. 닛타 요시사다가 이 곳에서 전사한 것은 사실이지만, 그의 죽음에 대한 묘사는 사실로 보기 어렵고, 《헤이케 이야기》에서 묘사된 미나모토노 요시나카의 죽음에 힌트를 얻어 《태평기》의 작가가 창작했을 것으로 사료된다. 닛타 요시사다의 목은 교토로 보내졌고, 그가 가마쿠라 막부 공격 때 노획한 세이와 겐지의 가보 히게키리(髭切) 도 아시카가 가문 손에 넘어 왔다고 한다.
이에 더하여 에도 시대인 1656년 이 전장터에서 경작하던 가헤(嘉兵衛)라는 농민이 투구를 발견하여 후쿠이번주 마쓰다이라 미쓰미치에게 헌상했다. 투구의 장식으로 보야 꽤 높은 신분의 무장이 착용했던 것으로 생각돼 감정하였고, 그 결과 닛타 요시사다의 투구로 여겨 마쓰다이라 가문이 보관하였다. 메이지 유신 후, 닛타 요시사다를 모신 후지시마 신사가 창건될 때, 에치젠 마쓰다이라 가문이 신사에 헌납하였다. 현재 중요 문화재로 지정돼 보관중이다.

## 인물

### 평가
동시대에 남조를 주도한 기타바타케 지카후사(北畠親房)가 쓴 《신황정통기》에서는“고즈케 국에 미나모토노 요시사다라는 자가 있다. 고 가문(高氏) 일가이다.”라고 아시카가 다카우지보타 격하시켜 부정적으로 서술하고 있다. 또, 같은 기사는 《증경》에서도 기재되어 있다.
하지만, 닛타 가문의 조상은 닛타 요시시게로 미나모토노 요리토모의 가마쿠라 막부 창설에 비협조적이었기 때문에 막부 성립후 미나모토노 요시쿠니 계통을 묶어 이들 가문을 이끌 기둥은 닛타 요시시게의 동생 아시카가 요시야스의 아들 아시카가 요시카네로 보았고, 닛타 가문 뿐만 아니라 겐지(源氏) 계보를 가진 무사들에게도 관행처럼 정착되었다는 설이 있다. 실제 닛타 일가 중에서도 아시카가 가문을 무가의 기둥으로 인식한 자도 있었고, 야마나 가문 등은 닛타 요시사다 거병 때, 아시카가 센주오(후의 아시카가 요시아키라)의 지휘권안에 편입해 아시카가 측에 조력하였다.
또, 무로마치 시대에 집필된 군기물 《태평기》에서는 문무와 지략을 겸비한 무장으로 그려지는 구스노키 마사시게에 대비해 요시사다는 작자의 공감대를 사지 못해 아시카가 다카우지와의 무가의 그릇싸움에서 패한 우유부단한 무장으로 묘사하고 있다. 그 일례로 아시카가 다카우지가 셋쓰 도요시마가와라에서 닛타 요시사다에 패해 규슈로 도주한 후, 고토노 나이시와의 이별을 아쉬워하여 추격에 소홀했고, 이로 인해 아시카가 다카우지는 세를 수습하여 재차 거병해 미나토가와에서 관군을 격파, 교토에 개선하였다. 이 같은 닛타 요시사다의 야무지지 못한 면을 강조한 기술이 있다.
한편, 《매송론》에서는 하코네 전투에 패한 닛타 군의 병사가 덴류강의 교각을 끊으려 할 때,“다리를 끊더라도 다시 놓으면 된다. 닛타 군은 다리를 끊고 허둥지둥대며 도주했다고 일컬어지는 것은 후대까지 수치로 남는다.”라며, 지역민에게 교각의 안위를 부탁하고 병력을 이끌었다. 그 후 추격해온 아시카가 군 장병이 그 발언을 듣고 “무가에 태어난 자는 누구라도 요시사다와 같이 행동했을 것이다.”라며 상찬했다고 기술하고 있다.
메이지 유신부터 태평양 전쟁 전까지 황국사관 아래에서 역적으로 평가되었던 아시카가 다카우지에 대비되어, 고다이고 천황을 따른 충신 구스노키 마사시게의 뒤를 잇는 영웅으로 평가되어 강담 등에의 소재로 이야기되었지만, 종전 후 일개 간토의 무장에 불과한 자가 능력 이상의 대임을 맡은 평범한 무장으로 보기 시작했고, 전략가로서도 평범하고 우둔하다는 평가가 나왔다. 그러나, 이는 《태평기》의 묘사만의 평가로 그다지 신빙성이 낮고, 다카우지와의 인망의 차이도 가문의 격에서 온 것일 뿐, 단기간에 가마쿠라를 함락시킨 점과, 압도적 실력차가 있던 아시카가 다카우지를 잠시 동안이나마 격파했던 점 등을 거론하여 무장의 자질을 재평가해야 된다는 의견도 있다.
또, 군마의 지역 가루타인 조모 가루타에서 닛타 요시사다가 등장해 지역민에게는 친숙한 무장이다. 닛타 요시사다가 등장하는 부분은 이로하 중 레(れ)부분이며 “역사에 명망높은 닛타 요시사다”로 쓰여져 있다.

### 고토노 나이시
《태평기》에서는 규슈로 도주한 아시카가 다카우지의 추토를 명받은 닛타 요시사다가 고다이고 천황으로부터 윤허된 궁녀 고토노 나이시와의 이별을 애석히 여겨 추토의 시기를 놓인 이야기를 기술하고 있다. 고토노 나이시란 궁중의 역직중 하나로 고다이고 천황을 모신 이치조 쓰네타다의 딸을 가리킨다. 연대 등으로 미루어 실재 존재유무가 의문시되어 가공의 인물로 사료된다. 《태평기》에서는 천황의 윤허를 받아 요시사다의 아내된 나이시를 요시사다가 애석히 여겨 아시카가 다카우지의 토벌 시기를 놓친 것으로 기술하고 있고, 이 일로 인해 황국사관 등에서 남조에 순응한 무장으로 추켜세우는 한편, 충신 구스노키 마사시게를 죽음으로 몬 장본인으로 보아 부정적으로 평가하고 있다. 나이시는 요시사다의 전사 소식을 듣고 비와호에 투신했다고 한다. 혹은 교토 또는 가타타(현 오쓰시)에서 요시사다의 제를 지냈다는 전설이 남아 있고, 그녀의 묘라고 전해지는 곳도 다소 전해져오고 있다.

### 이나무라가사키의 다치
가마쿠라 공격할 때, 호조 사다나오가 수비하는 고쿠라쿠지 방면에서 결착이 나지 않았고, 더욱이 해안은 호조 측 선단으로 막혀있었다. 이에 닛타 요시사다는 이나무라가사키에서 황금으로 된 다치를 바다에 던져 용왕신에 기원하자, 바다에선 간조가 나타나기 시작해 그곳으로 강행돌파하여 전투에서 승리했다라는 기술이 《태평기》 등에서 찾을 수 있다. 문부성에서는 이 일을 창가로 만들어 교과서에 개재하였다.
이에 더하여 《태평기》에서는 그 날이 겐코 3년(1333년) 음력 5월 21일로 되어 있지만, 1915년 오가와 기요히코가 그 날을 전후하여 이나무라가사키의 물때를 계산한 결과 음력 5월 21일에는 간조가 없었고, 실제 막부군은 닛타 군이 이나무라가사키로 도해(渡海)할 수 없음을 알고 방심한 결과, 닛타 요시사다가 해수(海水)를 무릅쓰고 이나무라가사키를 건넜다는 견해를 밝혔다. 하지만, 1993년 이시이 스스무가 오가와 기요히코의 산출기록과 고기록과 대조해, 닛타 군의 이나무라가사키로의 도해 및 가마쿠라 공격 시기를 간조가 있는 음력 5월 18일 오후라 보고, 《태평기》의 날짜가 잘못 표기되었다는 견해를 밝혔다.

## 동상·유품·비
- 동상은 군마현 오타시 세라다 정의 도모 역사자료관 앞에 세워져있다.
- 동상은 도쿄도 후추시 후바이가와라 역 앞 로터리 앞에 세워져있다.
- 유품으로는 앞서 서술한 대로 투구가 있으며, 후쿠이번주 마쓰다이라 미쓰미치가 세운 비가 있다. 비가 세워진 곳은 도묘지나와테 닛타 요시사다 전몰전설지로 국가 사적으로 지정되어 있다.
- 군마 현 오타 시 닛타소리마치 정에 있는 사찰 소리마치야쿠시(反町薬師)는 닛타 요시사다가 거병을 결의한 곳으로 〈소리마치 관터〉라는 명칭으로 국가 사적으로 지정되어 있다.
- 후쿠이현 후쿠이시에는 닛타즈카(新田塚:닛타 무덤)라는 지명이 남아있다.

## 자손
무로마치 시대에 닛타 가문은 조정의 적, 역적무리로 인식되어 토벌의 대상이 되었다.
닛타 요시사다의 직계는 오에이 연간(1394년 ~ 1427년) 손자 닛타 사다카타가 체포되어 사다카타의 큰아들 닛타 사다쿠니과 함께 가마쿠라에서 처형되었다고 한다. 사다카타의 여러 아들 중에 호리에 사다마사는 호리에(堀江)란 씨명을 사용하여 무사시 국 이나게에서 살아남아 그의 자손은 고호조 가문을 섬긴다. 또 나카무라 사다나가는 나카무라(中村)란 씨명을 사용하여 무쓰 국에서 살아남아 다테 가문을 섬겼다. 또, 요시사다의 서가출신인 후지자와 씨(藤沢氏) 등이 현재 남아있다. 이에 더하여 사다카타의 서자인 닛타 무네치카의 가계도 존속해 있다고 한다.
한편, 이와마츠 미츠쿠니와 닛타 요시카타의 딸 사이에서 태어난 이와마츠 미츠즈미도 닛타 요시카타의 아들로 이와마츠 가문에 양자로 입양되었다고 말하고 있다. 그러나, 에도 시대 닛타 일족이라고 칭하는 도쿠가와 가문에 의해 닛타 씨로의 복성이 허락되지 않았다.
메이지 유신 후, 이와마츠 가문은 메이지 정부의 판단에 따라 요시사다의 자손으로 인정되어 닛타 씨로 복성해 화족으로써의 지위를 인정받았다.
또, 이와마츠 가문의 가신 가문인 요코세 가문은 센고쿠 시대 하극상을 하여 센고쿠 다이묘로 거듭났으며 유라 씨(由良氏)로 개성하였고, 닛타 가문의 자손임을 강조했다. 요코세 가문도 메이지 유신 후, 닛타 씨로 복성했다.
치바 우지타네와 닛타 요시사다의 딸 사이에서 태어난 치바 미츠타네의 가계는 지바 가문의 종가로 명맥을 유지했다.

## 같이 보기
- 닛타 사천왕
- 오타 시립 닛타 장원 역사자료관